# 斯皮維斯科納 (北卡羅萊納州)
斯皮維斯科納（英語：Spivey's Corner）是位於美國北卡羅萊納州桑普森縣的普查規定居民點。

## 人口
根據2020年美國人口普查的數據，斯皮維斯科納的面積為20.13平方千米，皆為陸地。當地共有人口576人，而人口密度為每平方千米28.61人。